# Saint-Martin-du-Tertre (Yonne)
Saint-Martin-du-Tertre is een gemeente in het Franse departement Yonne (regio Bourgogne-Franche-Comté) en telt 1482 inwoners (2004). De plaats maakt deel uit van het arrondissement Sens.

## Geografie
De oppervlakte van Saint-Martin-du-Tertre bedraagt 6,9 km², de bevolkingsdichtheid is 214,8 inwoners per km².
De onderstaande kaart toont de ligging van Saint-Martin-du-Tertre (Yonne) met de belangrijkste infrastructuur en aangrenzende gemeenten.

## Demografie
Onderstaande figuur toont het verloop van het inwonertal (bron: INSEE-tellingen).